# Street Lethal
Street Lethal är det amerikanska heavy metal-bandet Racer X:s debutalbum, utgivet 1986.

## Låtlista
1. "Frenzy" - 1:47
2. "Street Lethal" - 3:43
3. "Into the Night" - 3:36
4. "Blowin' Up the Radio" - 3:12
5. "Hotter Than Fire" - 3:05
6. "On the Loose" - 3:10
7. "Loud and Clear" - 3:45
8. "Y.R.O." - 3:16
9. "Dangerous Love" - 3:16
10. "Getaway" - 3:12
11. "Rock It" - 3:58

## Medverkande
- John Alderete - bas
- Paul Gilbert - gitarr
- Harry Gschoesser - trummor
- Jeff Martin - sång